# Беруни (станция метро)
 «Беруни»  (узб. Beruniy) — станция Ташкентского метрополитена.
Открыта 30 апреля 1991 года в составе четвертого участка Узбекистанской линии : «Чор-Су» — «Беруни».
Конечная, расположена за станцией — «Тинчлик».

## История
Названа в честь великого среднеазиатского учёного — «Аль-Бируни».

## Характеристика
Станция : односводчатая, мелкого заложения с двумя подземными вестибюлями.

## Оформление
Станция оформлена в национальных традициях Узбекистана.
Купол платформенного зала покрыт узорами и состыкован с путевыми стенами облицованными мрамором.
На станции установлены хрустальные люстры : в вестибюле, в стенах лестниц, в зале выполнены в едином стиле (художник : Ш. Жалилова). 
Внутренняя отделка стен станции выполнена с применением мрамора, гранита, металла, стекла, фарфора.

## Галерея

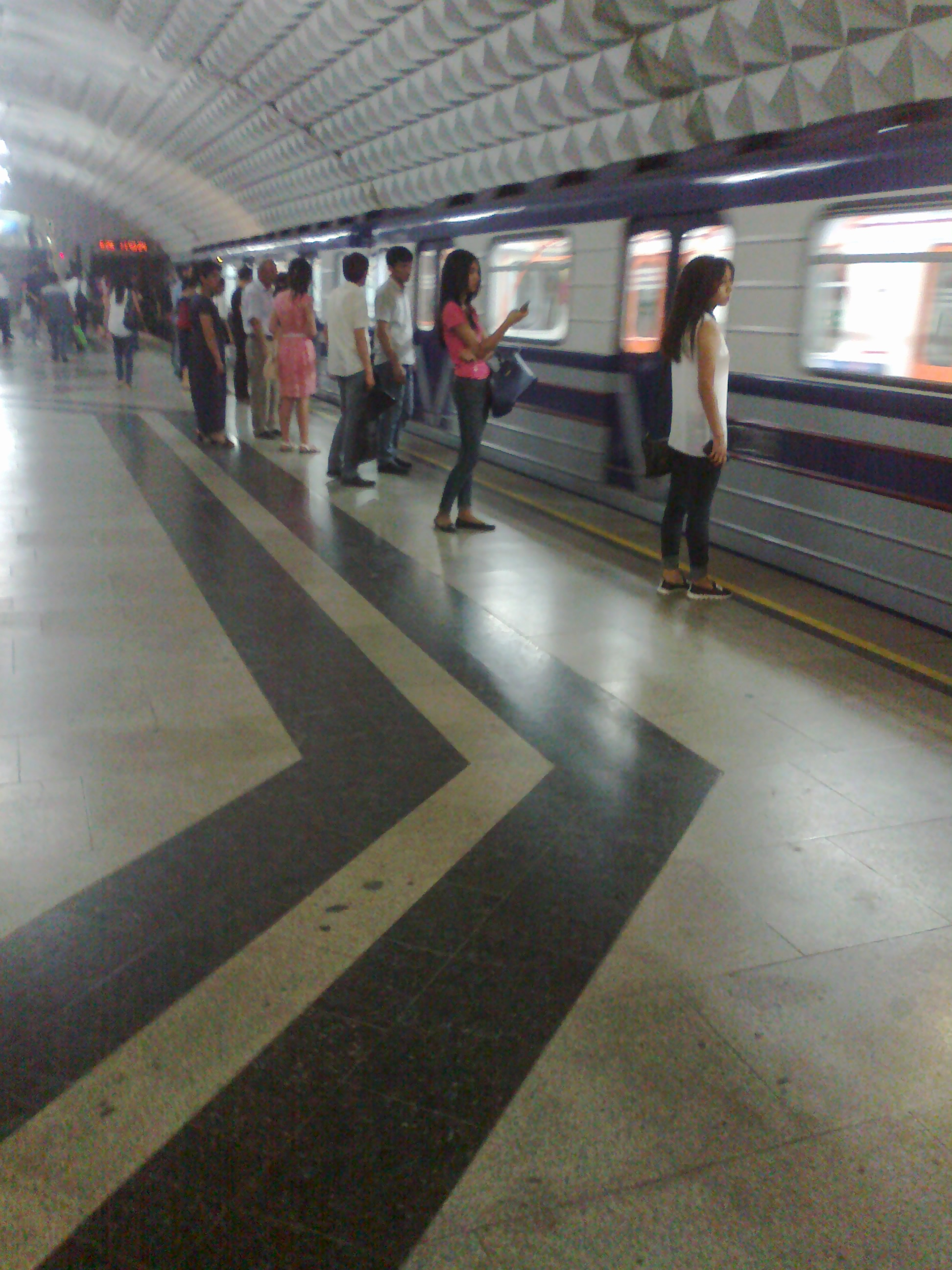
Поезд на платформе станции «Беруни».